# Ravage

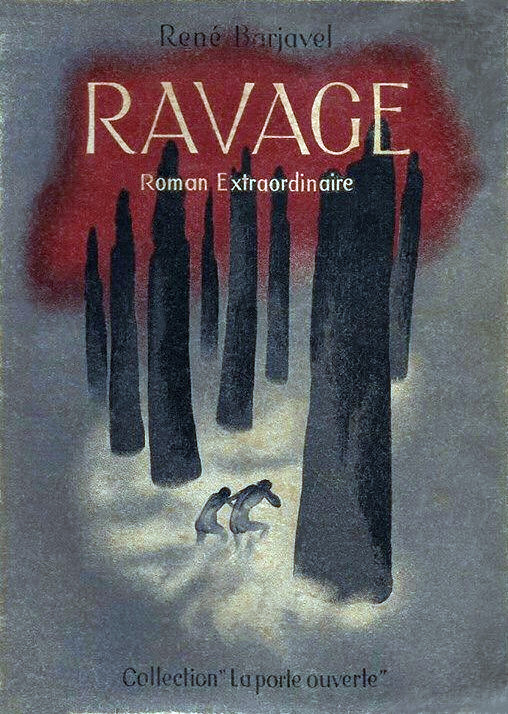
Ravage, roman av författaren René Barjavel

Ravage (ung. "härjande") är en roman från 1943 av den franske författaren René Barjavel. Den utspelar sig år 2052 i ett Frankrike som har blivit helt beroende av högteknologi. När elektriciteten plötsligt försvinner utbryter kaos och civilisationen störtar samman. En grupp överlevare söker sig till Provence, en region som tack vare sin bevarade traditionella vinodling kan bli grunden för ett nytt samhälle.
Boken gavs ut 1943 av éditions Denoël och har därefter utkommit i ett stort antal nyutgåvor, sedan 1972 på Gallimard. Det var Barjavels första roman. Med tiden fick han status som en av Frankrikes största science fiction-författare. Ravage har flera gånger listats som en av de främsta science fiction-böckerna någonsin, bland annat i Annick Béguins Les 100 principaux titres de la science-fiction från 1981 och Lorris Murails Les maîtres de la science-fiction från 1993.